# Sofa Surfers

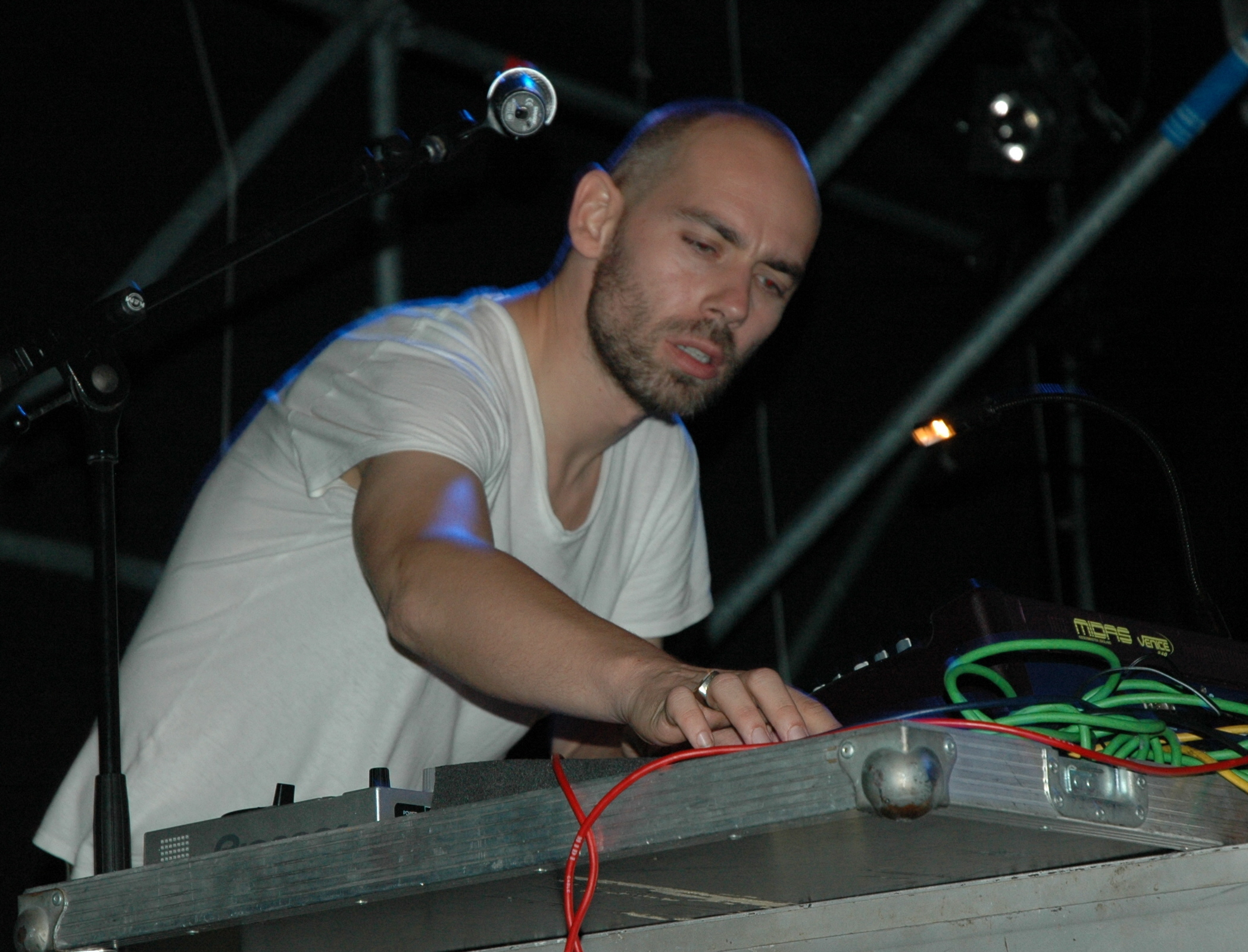
Wolfgang Schlögl

Sofa Surfers je rakouská skupina hrající převážně elektronickou hudbu na pomezí trip-hopu, dubu a acid jazzu. Sofa Surfers založilo kvarteto vídeňských instrumentalistů: Wolfgang Schlögl, Markus Kienzl, Wolfgang Frisch a Michael Holzgruber. Úvodní singl „Sofa Rockers“ remixoval rakouský downtempový guru Richard Dorfmeister. Skladbu „Beans & Rice“ několikrát remixovala dubová legenda Mad Professor. Skupina vydává na labelu Klein records.
Na desce Encounters spolupracovalo několik hostů např. Sensational, Oddateee, Jeb Loy Nichols, DJ Collage, Lil Desmond Levy, Junior Delgado, Dawna Lee, Mark Stewart a MC Santana. Na poslední eponymně nazvané desce účinkuje zpěvák, tanečník a choreograf Mani Obeya. V roce 2006 Sofa Surfers dvakrát vystoupili v pražském Paláci Akropolis. Koncerty byly doplněny videoprojekcí Timo Novotneho.

## Diskografie
- 1997 Transit
- 2000 Cargo
- 2000 Constructions: Remixed & Dubbed
- 2002 Encounters
- 2006 Sofa Surfers
- 2010 Blindside
- 2012 Superluminal
- 2017 20